# فيض الباري
فيض الباري بشرح صحيح البخاري هو كتاب معروف جمعه العلامة بدرعالم الميرتهي من أمالى الشيخ العلامة أنور شاه الكشميري رحمه الله رئيس مشيخ الحديث الشريف بالجامعة الإسلامة دارالعلوم ديوبند. والكتاب مطبوع في الهند، ولبنان، ومصر، وباكستان. والكتاب يتضمن خمس مجلدات.